# Cabut de Frantzius
El cabut de Frantzius (Semnornis frantzii)' és un ocell de la família dels semnornítids (Semnornithidae) que habita la selva humida i altres medis forestals de les muntanyes de Costa Rica i oest de Panamà.